# Saint-Julien-lès-Gorze
Saint-Julien-lès-Gorze è un comune francese di 161 abitanti situato nel dipartimento della Meurthe e Mosella nella regione del Grand Est.

## Società

### Evoluzione demografica
Abitanti censiti